# Antonella Ruggiero
Antonella Ruggiero, född 15 november 1952 i Genua, Italien, italiensk sångare som är mest känd som sångerska i gruppen Matia Bazar 1975-1989.
Antonella Ruggiero gjorde sin första inspelning som heter Io Matia ("Jag Matia") 1974. Matia var Antonellas artistnamn som hon då använde när hon gjorde solokarriär. Ett år senare, 1975 började hon samarbeta med musikgruppen Jet och gruppen Matia Bazar bildades. Hon stannade kvar i gruppen till 1989 då hon efterträddes Laura Valente.
Från 1996 har hon sedan uppträtt som soloartist.

## Diskografi

### Med gruppen Matia Bazar
- Matia Bazar (1976)
- Granbazar (1977)
- Solo Tu .... L'oro Dei Matia Bazar (1977)
- Semplicità (1978)
- Tournee (1979)
- Il tempo del sole (1980)
- ...Berlino ...Parigi ...Londra (1982)
- Tango (1983)
- Aristocratica (1984)
- Melancholia (1985)
- Melò (1987)
- Matia Bazar (Best La prima Stella Della Sera) (1988)
- Red Corner (1989)

### Som soloartist
- Libera (1996)
- Registrazioni Moderne (1997/1998)
- Sospesa (1999)
- Luna Crescente Sacrarmonia (2001)
- Antonella Ruggiero (2003)
- Sacrarmonia Live Il Viaggio (live) (2004)
- Big Band! (2005)
- L'abitudine della luce (2006)
- Stralunato Recital (live) (2006)
- Souvenir d'Italie (2007)
- Genova, La Superba (live) (2007)
- Pomodoro Genetico (2008)
- Cjanta Vilotis (live) (2009)
- Contemporanea tango (live) (2010)
- I regali di natale (2010)
- L'impossibile è certo (2014)